# Christian Honegger
Pour les articles homonymes, voir Honegger.
Christian Honegger, né le 12 septembre 1946, est un joueur français de hockey sur gazon, licencié au FC Lyon. 

## Carrière
Il a notamment été cinq fois champions de France parmi les dix titre consécutifs acquis par le FC Lyon.
Il a également participé aux Jeux olympiques d'été à Munich en 1972 (12e).